# Ge moldovenesc
Je cu căciuliță (Ӂ, ӂ) este o literă a alfabetului chirilic, creată de lingviștii sovietici pentru limbile non-slave. Face parte din ortografia limbii găgăuze și limbii moldovenești. Corespunde cu litera c din alfabetul latin găgăuz și cu g-ul dinaintea lui e sau i în alfabetul latin românesc. În ambele limbi reprezintă sunetul / [ʤ] /.
În Republica Sovietică Socialistă Moldovenească litera ӂ a fost introdusă prin Hotărârea Sovetului Miniștrilor al RSS Moldovenești № 201 din 17 mai 1967 despre întroducerea literei «ӂ» în alfabetul limbii moldovenești (în original: Хотэрыря Советулуй Миништрилор ал РСС Молдовенешть дин 17 май 1967, № 201 Деспре ынтродучеря литерей «ӂ» ын алфабетул лимбий молдовенешть). Conform punctului 1 al acestei Hotărâri, Sovetul Miniștrilor al RSS Moldovenești a acceptat propunerea Academiei de Științe a RSS Moldovenești despre introducerea literei «ӂ» în alfabetul limbii moldovenești pentru redarea mai exactă a sunetului „dj” (în original: «дж»).

În limba sârbă și macedoneană, litera Џ este folosită pentru același sunet.